# Edward Bagnall Poulton

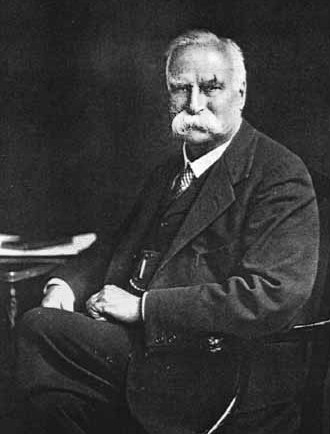
Sir Edward Bagnall Poulton.

Sir Edward Bagnall Poulton, född 27 januari 1856 i Reading, död 20 november 1943, var en engelsk zoolog.
Poulton utnämndes 1893 till professor i zoologi vid universitetet i Oxford. Han bidrog till sin vetenskap särskilt genom undersökningar på selektionsteorins område. Han tilldelades Darwinmedaljen 1914 och Linnean Societys guldmedalj 1922. Han invaldes som utländsk ledamot av svenska Vetenskapsakademien 1916 och tilldelades knightvärdighet 1935.